# Susanne Hannestad
Susanne Hannestad (født i 1961) er en norsk håndboldspiller. Hun spillede 43 kampe og scorede 47 mål for Norges håndboldlandshold mellem 1979 og 1983. Hun deltog også under VM 1982 hvor holdet kom på en 7.-plads.